# Chrysso isumbo
Chrysso isumbo är en spindelart som beskrevs av Alberto Barrion och James A. Litsinger 1995. Chrysso isumbo ingår i släktet Chrysso och familjen klotspindlar.
Artens utbredningsområde är Filippinerna. Inga underarter finns listade i Catalogue of Life.